# محمد بن فضل الله القبطي
القاضي محمد بن فضل الله القبطي (بالقبطية: Ⲙⲟϩⲁⲙⲙⲉⲧ ⲥⲉⲛϤⲉⲇⲗ Ⲁⲗⲗⲁϩ ⲡⲣⲉⲙⲛⲕⲩⲡⲧⲓ) المعروف باسم فخر الدين القبطي (659 هـ / 1261 م - 732 هـ / 1332 م) كان ناظر الجيوش في عهد  السلطان الناصر محمد بن قلاوون و أحد الأركان الأربعة التي قامت عليها دولته وفقاً لابن أيبك الدواداري فقال: "جمع الله تعالى في ذلك الزمان لمولانا السلطان أربعة أركان حتى عادت محاسن دولته تتلى آياتها بكل مكان وهم: كريم الدين الكبير  و سياسته وعلاء الدين بن الأثير ورياسته، والقاضي فخر الدين وهيبته وبهاء الدين أرسلان  ودربته".

## نشأته
هو محمد بن فضل الله بن خروف القبطي المصري ولد عام (659هـ/1261م) لأسرة نصرانية ، وعمل كأسلافه بالكتابة في دواوين الدولة ،وظل على النصرانية حتى مطلع شبابه ،وكان شديد التعصب والتأله متجنباً لأم الخبائث، إذا اجتمع عليها قرناؤه فارقهم إلى صلاته، فإن افتقدوه لطول غيابه عنهم، وجدوه متبتلاً إلى الله منصرفاً إليه بكل حواسه، ولما ألزمه أولو الأمر في ديوانه بالإسلام امتنع وهم بقتل نفسه، وغاب عن الأنظار أياماً، ثم هداه الله وشرح صدره، فأسلم وتسمى محمداً، وتلقب بفخر الدين، وكان للإسلام عليه أثر كبير، فلم يقرب من يومئذ نصرانياً، ولا اجتمع بأحدهم، ولا آواه في بيته، واجتهد لتعويض ما فاته من شعائر الإسلام وفروضه

## سيرته
تدرج الفخر في الأعمال الديوانية حتى عمل كاتباً في ديوان الجيش سنة 695هـ / 1296م، واشتهر بكاتب المماليك السلطانية ثم ترقى من وظيفته تلك حتى نال نظر الجيش سنة 709هـ / 1309م بعد وفاة بهاء الدين الحلبي، اتصل بخدمة الناصر محمد الذي غضب عليه لما حضر من الكرك في المرة الثالثة وقرر تعيين قطب الدين ابن شيخ السلامية مكانه وأخذ منه أربعمائة ألف درهم وذلك في ربيع الآخر عام 712 هـ. وبعد أشهر أعيد إلى وظيفته وأمر بإعادة ما أخذ منه فقال "ياخوند أني خرجت عنها لك وأريد أن ابني لك بها جامعاً" فبنى له الجامع الجديد.خلف الفخر في كتابة المماليك ولده عبد الله ، وظل فخر الدين منفرداً بنظر الجيش من هذا التاريخ وحتى وفاته سنة 732 هـ / 1332م، ولم يفارق منصبه سوى شهور معدودة، لغضب السلطان الناصر محمد عليه، فكانت مدة عمل الفخر في هاتين الوظيفتين سبعاً وثلاثين سنة، وإن دل هذا على شيء فإنه يدل على جدارته بمنصبه، وحسن قيامه بمهام عمله بصورة راقت لسلطانه الناصر محمد، فأقره في وظيفته كل هذه المدة.
كما كان فخر الدين القبطي من ضمن الأمراء الوثق فيهم الناصر محمد بن قلاوون و كلفه بالمشاركة في الروك الناصري سنة 1315م

### الإطاحة بمنفاسيه
وأوحى على السلطان الناصر محمد بعزل نائب السلطنة أرغون الناصري عام 1327 (727 هـ)، وكان أرغون النائب يكرهه فلم يزل فخر الدين يعمل عليه إلى أن أخرج إلى الشام فقال للناصر يوما ما يقتل الملوك إلا نوابهم فتخيل الناصر من أرغون فلما رجع أرسله نائبا بحلب ويقال أنه لما مات فخر الدين قال الناصر مزحًا "خمس عشرة سنة ما يدعني أعمل ما أريد". كذلك كان القبطي وراء الإطاحة بالوزير مغلطاوي الجمالي عام 1329 (729 هـ)، وأغرى الناصر بتعطيل هاتين الوظيفتين لينفرد الفخر بمهامها وصلاحياتهما مع ما يبده من نظر الجيش، وليصير هو المعول عليه في أمور الدولة بعد السلطان.

### انجازاته العمرانية
وخلال تولي فخر الدين القبطي منصبه، اخذ بفعل الخير في كل ارجاء السلطنة المصرية وخدمة الأمة المصرية بكل إخلاص فبنى عدد كبير من المساجد والمدارس، وبيمارستان (مستشفى كبير)، ومدرسة في نابلس بفلسطين وبنى بيمارستان ثاني في الرملة بفلسطين، هذا غير مساجده ومدارسه في القاهرة ومدن مصر اشهرهم مسجده بجزيرة الروضة بالقاهرة. حتى أصبح الأمير فخر الدين القبطي أقوى رجل في السلطنة بدون منازع، حيث أن فخر الدين القبطي كان محبوبا من كل الشعب، وكان مهاباً من السلطان الناصر محمد بن قلاوون نفسه فكان السلطان محمد لا يستطيع أن يتخذ قرار دون الرجوع الى فخر الدين القبطي واذا رفض فخر الدين القرار يرجع السلطان في قراره فورا، ففي أحد المواقف التي تدل على ذلك أن أميرا طلب من السلطان محمد ان يعطيه اقطاع، فقال له السلطان "لو كتب ابن قلاوون ما أعطاك القاضي فخر الدين" فكان فخر الدين القبطي هو أقرب رجال السلطان وأكثرهم إخلاصا بجانب القائد ابن صابر مقدم الدولة الذي هو الآخر اصوله ريفية مصرية.
كان الأمير فخر الدين القبطي مسلماً متديناً جداً. أدى فريضة الحج 10 مرات، وزار القدس كثيرًا، وزار مقدساتها، هذا بالإضافة إلى العدد الكبير من المساجد والمدارس والمستشفيات التي بناها في جميع أنحاء السلطنة، وخاصة مصر وفلسطين.

## وفاته
توفي الأمير فخر الدين القبطي عام 1332م (رجب سنة 732 هـ) في حياة الناصر محمد بن قلاوون الذي أقام له جنازة مهيبة.
كان فخر الدين مشهوراً بالمكارم والإحسان والإيثار باذلاً للمعروف، فيه بر وصدقة للمساكين والمستحقين، جعل لهم حقاً معلوماً من ماله كل شهر، ناهيك عما كان يتصدق به في حجه على أهل الحرمين كما كان يتحثث المجاورين من أهل الخير والصلاح، ويفرق عليهم الهبات والعطايا، وكان راداً للظلم مدافعاً عن الحق، ساعياً في قضاء حوائج الناس، ومن ثم انتفع به خلق كثير من معاصريه في مصر وبلاد الشام والحجاز، لمكانته عند سلطانه وإقدامه عليه بصورة لم تكن لأحد من نظرائه.

يقول المؤرخ ابن حجر العسقلاني عن فخر الدين القبطي:
"وقد استفاد منه كثير من الناس في الدولة الناصرية، منهم الأمراء والقضاة والعلماء والصالحون والجنود. ولم يكن أحد من الأمراء والأعيان بمنزلته عند السلطان الناصر، وكان يمازحه ويطلعه على أسراره."

وقال ابن الوردي عنه:
" كان له بر، وعدمه الناس وعرفوا قدره بوفاته، فإنه كان يشير على السلطان بالخيرات، ويرد عنهم أموراً معظمات "
و ختم ترجمته بقوله :